# 4685 Karetnikov
4685 Karetnikov è un asteroide della fascia principale. Scoperto nel 1978, presenta un'orbita caratterizzata da un semiasse maggiore pari a 3,1725664 UA e da un'eccentricità di 0,1781270, inclinata di 1,62506° rispetto all'eclittica.